# Estherville
La ville américaine d’Estherville est le siège du comté d’Emmet, dans l’État de l’Iowa. Elle comptait 6 360 habitants lors du recensement de 2010.

## Source
- (en) Cet article est partiellement ou en totalité issu de l’article de Wikipédia en anglais intitulé « Estherville, Iowa » (voir la liste des auteurs).